# Ватерлоо (станция метро)
Ватерлоо (англ. Waterloo tube station) — станция лондонского метро, расположенная под станцией национальной железной дороги Ватерлоо. По статистическим данным Transport for London по результатам 2017 года станция являлась второй по пассажирообороту станцией метрополитена Лондона — 91,27 млн человек. По состоянию на 2019 год являлась третьей по пассажирообороту станцией лондонского метрополитена (82,93 миллиона пассажиров). Для удобства слабовидящих пассажиров на станции использовано тактильное покрытие. На станции останавливаются поезда четырёх линий: Бейкерлоо, Юбилейная, Северная и Ватерлоо-энд-Сити. Относится к первой тарифной зоне.

## Положение
Станция расположена в первой тарифной зоне неподалёку от южного берега реки Темза, в боро Ламбет. В нескольких минутах ходьбы от станции находится колесо обозрения Лондонский глаз.

## История
Первая подземная станция под вокзалом Ватерлоо была открыта 8 августа 1898 года Waterloo & City Railway (W&CR) — дочерней компанией London and South Western Railway (L&SWR).
В результате дальнейшего роста и развития метрополитена Лондона 10 марта 1906 года были открыты платформы линии Baker Street & Waterloo Railway (BS&WR, совр. линия Бейкерлоо), 13 сентября 1926 года — на Hampstead & Highgate line (стар. называние ответвления Северной линии к станции Чаринг-Кросс — совр. Северная линия), а 24 сентября 1999 года — на Юбилейной линии.

## Трафик

### Линия «Бейкерлоо»
Трафик по линии составляет от 18 (по воскресеньям) до 22 (часы пик) пар поездов в час (п/ч). Схема движения по станции по будним дням в нерабочее время и в течение всего дня по субботам, выглядит следующим образом:
- 20 пар поездов в час (п/ч) до станции «Элефант-энд-Касл[англ.]» (южное направление).
- 6 пар поездов в час (п/ч) до станции «Харроу-энд-Уэлдстон[англ.]» через «Стоунбридж-парк[англ.]» и «Королевский парк» (северное направление);
- 3 пары поездов в час (п/ч) до станции «Стоунбридж-парк[англ.]» через «Королевский парк» (северное направление);
- 11 пар поездов в час (п/ч) до станции «Королевский парк» (северное направление);

Пиковое обслуживание в будние дни осуществляется с одной либо двумя дополнительными парами поездов в час на участке «Королевский парк» — «Элефант-энд-Касл», а по воскресеньям в течение дня на участок «Королевский парк» — «Элефант-энд-Касл» выдаётся на две пары поездов в час меньше, чем в не пиковом графике.